# Saintes
Saintes (saintongeais Sénte) je mesto in občina v zahodni francoski regiji Poitou-Charentes, podprefektura departmaja Charente-Maritime. Leta 2007 je mesto imelo 26.401 prebivalca.

## Geografija
Kraj leži v pokrajini Saintonge ob reki Charente med La Rochelle in Bordeauxom.

## Uprava
Saintes je sedež treh kantonov:
- Kanton Saintes-Sever (del občine Saintes, občine Bussac-sur-Charente, Le Douhet, Fontcouverte, Saint-Vaize, Vénérand: 15.504 prebivalci),
- Kanton Saintes-Vzhod (del občine Saintes, občine Chaniers, La Chapelle-des-Pots, Colombiers, Courcoury, Les Gonds, La Jard: 12.962 prebivalcev),
- Kanton Saintes-Zahod (del občine Saintes, občine Chermignac, Écurat, Nieul-lès-Saintes, Pessines, Préguillac, Saint-Georges-des-Coteaux, Thénac, Varzay: 15.391 prebivalcev).

Kraj je tudi sedež okrožja, poleg njegovih sestavljenega še iz kantonov Burie, Cozes, Gémozac, Pons, Saint-Porchaire in Saujon s 108.989 prebivalci.

## Zgodovina
Kraj je bil ustanovljen okoli leta 20 pr. n. št. pod imenom Mediolanum Santonum. Po nekaterih ocenah naj bi naselbina tedaj imela približno 15.000 prebivalcev, njene meje pa naj bi bile skoraj identične sedanji meji kraja.
Saintes je bil glavno mesto nekdanje province Saintonge. V letu 1242, med Saintonško vojno je bil prizorišče obleganja francoske vojske.
V času verskih vojn je bil pogosto na udaru  vsled številnih protestantov, ki so naseljevali to ozemlje.
Z letom 1730 se je za Saintes začelo novo obdobje, ko je po izgradnji Hôtel du Marquis de Monconseil doživel številne spremembe v naravi.
V zgodnjem obdobju francoske revolucije je postal politična baza jakobinskega revolucionarja Andréja Antoina Bernarda, njegovega predstavnika v Zakonodajnem zboru 1791-92 in Narodnem zboru 1792-95, soodgovornega za vladavino terorja.

## Zanimivosti
- Slavolok zmage - Germanikov slavolok - je bil zgrajen na vhodu na most, kjer je prečkala reko Charente glavna rimska cesta. Most je bil leta 1843 porušen, slavolok pa prestavljen na sedanje mesto ob bregu reke.
- ruševine rimskega amfiteatra na levem bregu reke v bližini samega vrha hriba, na katerem je bila naselbina zgrajena,
- ostanki toplic iz 1. stoletja, z akveduktom,
- delci okopa iz 3. stoletja na trgu Place des Récollets,
- opatija Abbaye-aux-Dames,
- katedrala sv. Petra,
- cerkev Église Saint-Eutrope,
- arheološki muzej,
- Musée du Présidial,
- Musée de l'Échevinage.

## Pobratena mesta
- Cuevas del Almanzora (Andaluzija, Španija),
- Nivelles (Valonija, Belgija),
- Salisbury (Anglija, Združeno kraljestvo),
- Timbuktu (Mali),
- Vladimir (Osrednje zvezno okrožje, Rusija),
- West University Place (Teksas, ZDA),
- Xanten (Severno Porenje - Vestfalija, Nemčija).